# Pavel Ivanovič Miščenko
Pavel Ivanovič Miščenko (in russo Павел Иванович Мищенко?, traslitterazione anglosassone: Pavel Ivanovich Mishchenko,  in ucraino Павло Іванович Міщенко?, trasl.: Pavlo Ivanovyč Miščenko; Temir-Khan-Shura, 22 gennaio 1853 – Temir-Khan-Shura, 1918) è stato un generale russo.

## Biografia
Miščenko nacque nel 1853 nel villaggio fortezza russo Temir-Khan-Shura in Daghestan. Si laureò nel 1871 presso la scuola militare di Pavlovsk come ufficiale di artiglieria, dopodiché venne assegnato alla 38ª brigata d'artiglieria. Nel 1873 prese parte alla conquista russa di Khiva nel Turkestan.
Successivamente Miščenko partecipò alla guerra russo-turca (1877-1878) e poi alla conquista del Turkmenistan sotto il generale Michail Dmitrievič Skobelev. Nel 1899 Miščenko fu mandato nella Manciuria occupata dai russi, in qualità di assistente capo della sicurezza per la ferrovia cinese orientale. Miščenko combatté la rivolta dei Boxer (1899-1901), e in seguito fu promosso maggior generale e decorato con l'Ordine di San Giorgio di 4º grado.
Dal 1903 Miščenko fu comandante della brigata cosacca Trans-Baikal. Durante la guerra russo-giapponese (1904-1905) ebbe un comando separato della brigata cosacca Est-Baikal, che fu attiva in molte battaglie del conflitto, tra le quali la battaglia di Hsimucheng (31 luglio 1904), la battaglia di Liaoyang (24 agosto-4 settembre 1904) e la battaglia di Shaho (5-17 ottobre 1904). Fu ferito ad una gamba durante la battaglia di Sandepu (25-29 gennaio 1905), per questo non partecipò alla battaglia di Mukden (20 febbraio-10 marzo 1905).
Il 2 maggio 1908 Miščenko fu nominato comandante del distretto militare Turkestan e governatore generale del Turkestan, carica che mantenne fino al 17 marzo 1909. Egli fu anche capo dei cosacchi di Semireč'e; nel 1910 fu promosso generale di artiglieria, e nel 1911-1912 fu ataman dei cosacchi del Don. Nel 1914 con l'inizio della prima guerra mondiale, Miščenko fu nominato comandante del 2º corpo d'armata del Caucaso; nel 1915 fu messo a capo del 31º corpo d'armata russo sul fronte sud-ovest.
Tuttavia dopo la rivoluzione di febbraio fu licenziato dal suo incarico da parte del nuovo Governo Provvisorio Russo e gli fu chiesto di ritirarsi dal servizio militare. Miščenko tornò nella sua città natale di Temir-Khan-Shura, dove continuò ad indossare la sua divisa. Dopo la rivoluzione d'ottobre, fu assassinato, a casa sua, dai bolscevichi nel 1918.